# Castillo de Villamorey
El castillo de Villamorey, también llamado castillo de los Aceales, se halla en el concejo de Sobrescobio en Asturias (España).
Este castillo, situado en un cerro que domina la parte alta el embalse de Rioseco (río Nalón) está hoy en día en ruinas, siendo visible los restos de su torre principal.
Los orígenes de este castillo datan de la época romana, sufriendo posteriores reformas y construcciones. La primera reconstrucción importante data de la época de Alfonso I, siendo la primera referencia escrita el legado de Fernando II a la orden de los Caballeros de Santiago en 1185, propiedad que se mantuvo hasta el año 1565.
El castillo aparece hoy en día en el escudo del concejo de Sobrescobio.
- Datos: Q5757690